# تحلیل گفتمان انتقادی
تحلیل گفتمان انتقادی، (به انگلیسی: Critical discourse analysis) یک رویکرد بِینارشته‌ای برای مطالعهٔ گفتمان است که زبان را به عنوان شکلی از کارکرد اجتماعی بررسی می‌کند و بر نحوهٔ بازتولید قدرت اجتماعی و سیاسی به وسیلهٔ متن و گفتگو تأکید می‌کند.
تحلیل گفتمان انتقادی نظریه‌ای انتقادی درباره گفتمان است که زبان را به شکل نوعی عمل اجتماعی می‌بیند. این رویکرد نقد گفتمان و توضیح اینکه چگونه این پدیده بخشی درون واقعیت اجتماعی موجود بوده و در آن نقش دارد را ترکیب می‌کند؛ به‌عنوان شالوده‌ای برای عمل، به‌منظور تغییر آن واقعیت موجود در برخی جنبه‌های خاص. دانشورانی که در سنت تحلیل گفتمان انتقادی فعالیت می‌کنند، عموماً استدلال می‌کنند که کنش اجتماعی (غیر زبانی) و کنش زبانی یکدیگر را شکل می‌دهند و روی وارسی اینکه چگونه روابط قدرت اجتماعی از طریق استفاده از زبان ایجاد و تقویت می‌شوند، تمرکز می‌کنند.

## کتابشناسی
- امیر رضائی پناه و سمیه شوکتی مقرب (۱۳۹۵) تحلیل گفتمان سیاسی، امر سیاسی به مثابه یک برساخت گفتمانی، ترجمه مقالاتی از ارنستو لاکلا، شنتال موف، نورمن فرکلاف، روث وداک، ویوین بر، دیوید هوارث، ایزابلا فرکلاف، میشل پشو و دیگران، تهران: تیسا.
- آقاگل‌زاده، فردوس (۱۳۸۵)، تحلیل گفتمان انتقادی، تهران: شرکت انتشارات علمی و فرهنگی
- سلطانی، علی‌اصغر (۱۳۸۴)، قدرت، گفتمان و زبان: سازوکارهای جریان قدرت در جمهوری اسلامی ایران، تهران: نشر نی